# Slootgaard
Slootgaard is een buurtschap in de gemeente Schagen, in de provincie Noord-Holland.
Slootgaard is van oorsprong poldergemeenschap dat ten noorden van Waarland is gelegen. De naam is afkomstig van het meertje De Slootgaard. In 1590 werd dit meertje doorgemalen door de Slootgaardmolen, die daarvoor werd gebouwd. Zo ontstond de Slootgaardpolder waarin Waarland en Slootgaard zijn gelegen. De molen is nog altijd te vinden in de plaats. Ondanks het feit dat de weg vrij smal is zitten er nogal wat grote boerenbedrijven aan de Slootgaard. De bewoning is verder erg gemixt van stolpboerderijen, villa's en vrijstaande huizen. Slootgaard wordt niet altijd meer als een opzichzelfstaande plaats gezien en wordt samen met Bliekenbos nogal eens onder buurtschap Schagerwaard gerekend maar valt formeel onder Waarland terwijl de andere onder Dirkshorn vallen.

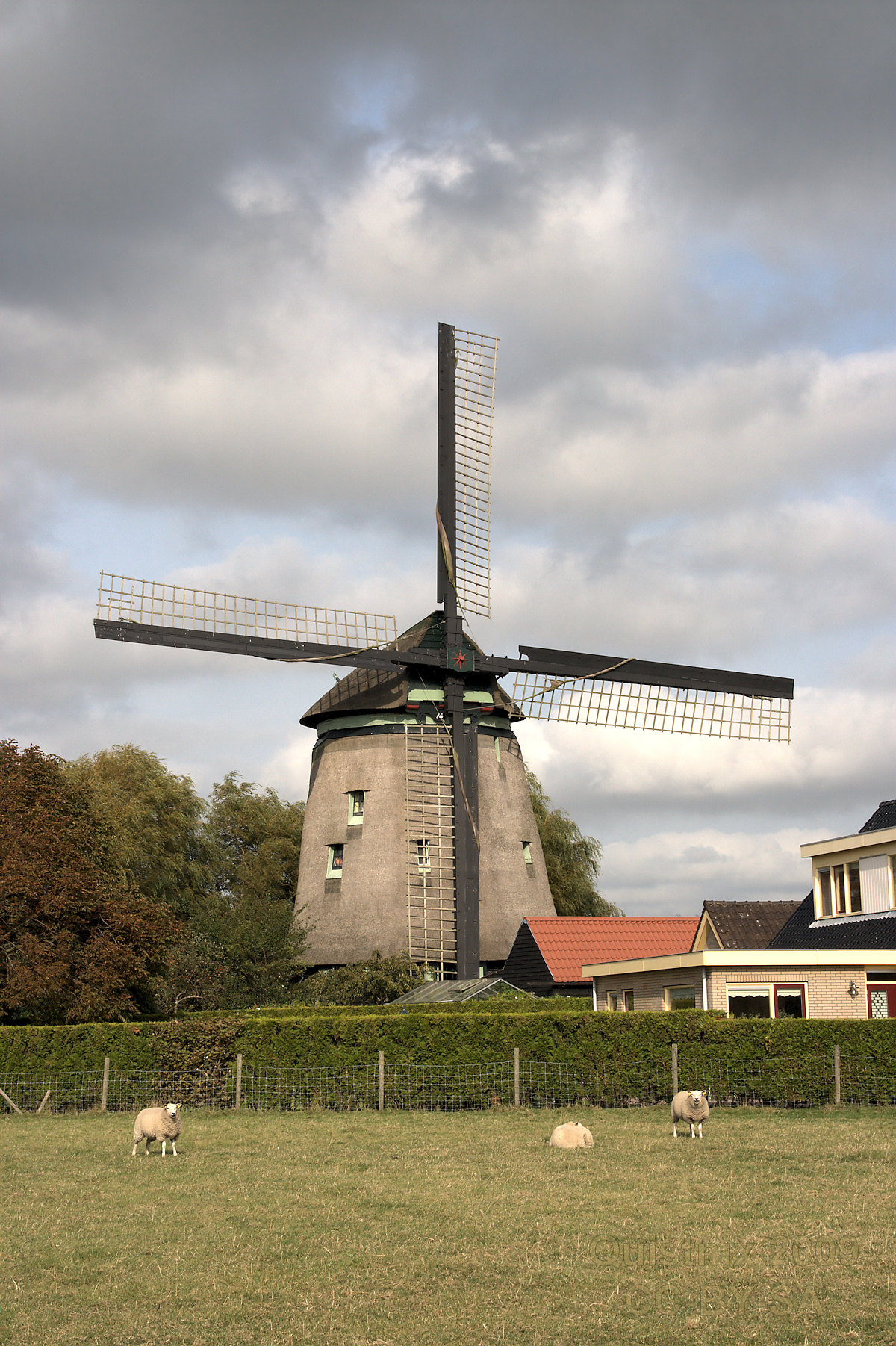
De Slootgaardmolen

.
Burgerbrug · Burgervlotbrug · Callantsoog · Dirkshorn · Eenigenburg · Groenveld · Groote Keeten · Krabbendam · Oudesluis · Petten · 't Rijpje · Schagen · Schagerbrug · Schoorldam (deels) · Sint Maarten · Sint Maartensbrug · Sint Maartensvlotbrug · Stroet · Tjallewal · Tolke (deels) · Tuitjenhorn · Valkkoog · Waarland · Warmenhuizen · 't Zand

Buurtschappen: Abbestede · Avendorp · Bliekenbos · 't Buurtje · De Banne · Burghorn · Cornelissenwerf · Dijkstaal · Grootven · Grotewal · Het Korfwater · De Hale · Hemkewerf · Huiskebuurt · Kalverdijk · Keinse · Keinsmerbrug · Kerkbuurt · Lagedijk · Leihoek · Mennonietenbuurt · Nes · Schagerwaard · Sint Maartenszee · Slootgaard · De Stolpen · Stolpervlotbrug · Vennik (deels) · 't Wad · De Weel (deels) · Woudmeer · Zijbelhuizen · Zijpersluis